# Кам'янка (Хмельницький район)

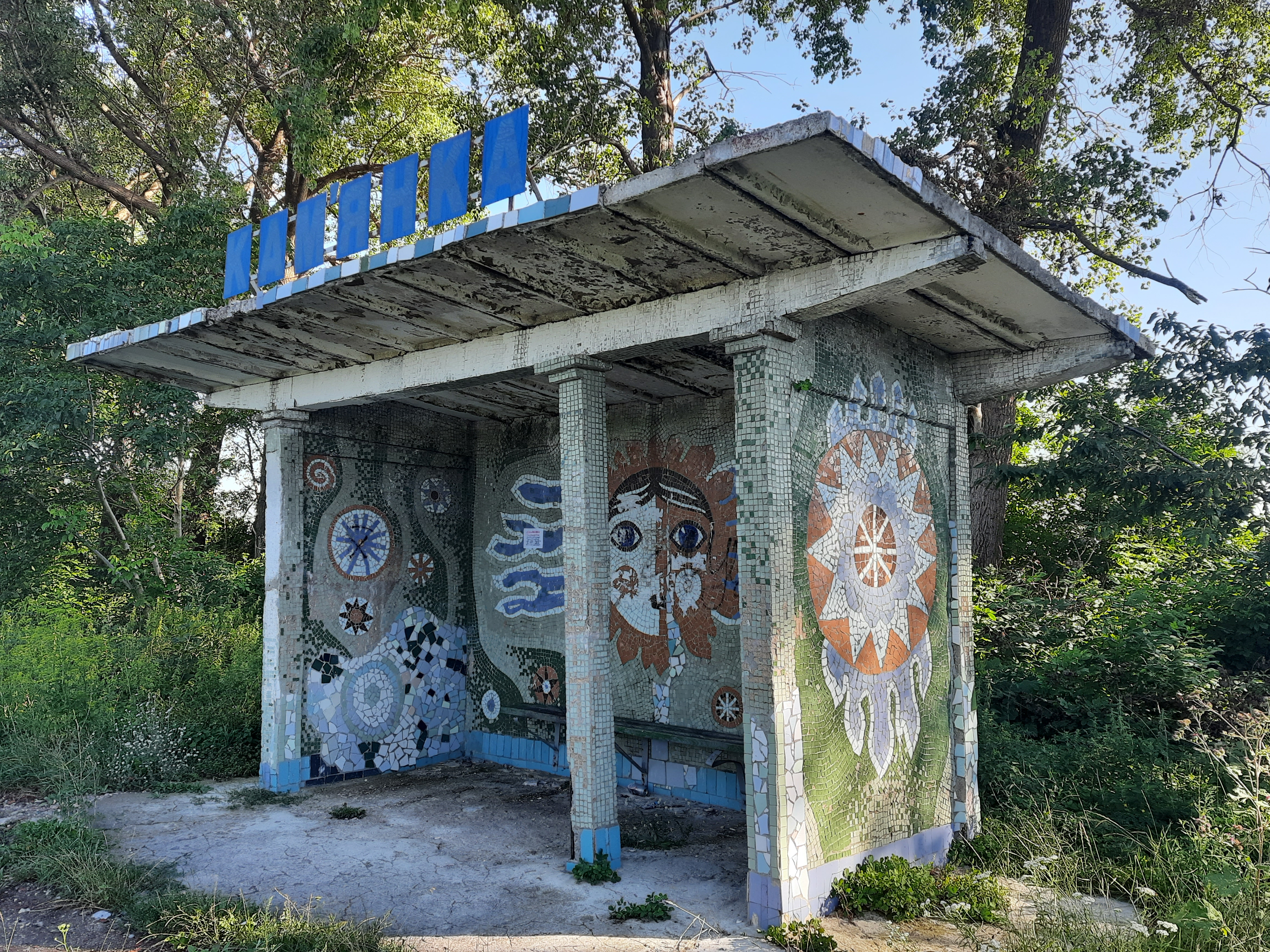
Автобусна зупинка біля села

Ка́м'янка — село в Україні, у Сатанівській селищній територіальній громаді Хмельницького району Хмельницької області.

## Розташування
Село розташоване за 30 кілометрів від районного центру Городок (автошлях Р50, із яким збігається Т 0903) і за 18 кілометрів від залізничної станції Закупне на лінії Ярмолинці — Чортків. Лежить на південь від Сатанова на маленькій річці Шандрова — лівій притоці Збруча.

## Символіка

### Герб
Лазуровий щит перетятий срібною нитяною балкою. У першій частині водолій у срібній туніці, який ллє срібну воду із золотого глека, супроводжуваний в правому верхньому куті золотим шістнадцятипроменевим сонцем, у лівому верхньому куті золотою шестипроменевою зіркою, супроводжуваною внизу півмісяцем в балку ріжками догори. У другій частині скаче золотий олень із срібними копитами та рогами. Щит вписаний у декоративний картуш і увінчаний золотою сільською короною. Унизу картуша напис «КАМ'ЯНКА» і дата «1641».

### Прапор
Квадратне полотнище розділене горизонтально на три смуги — синю, білу, синю — у співвідношенні 7:1:7. На верхній смузі водолій у білій туніці ллє воду із жовтого, на нижній до древка біжить жовтий олень із білими копитами та рогами.

### Пояснення символіки
Водолій — символ цілющої мінеральної води. Сонце — символ Поділля; зірка над півмісяцем — символ родини Сенявських, що проживала у цих місцях. Олень — символ відваги і швидкості, крім того, це частина герба Сатанова.

## Історія
Перша письмова згадка про село під назвою Війтовина (пол. Wójtowina) належить до XVII століття. Село надавалося сатанівським війтам на час їх перебування при владі, звідси і назва.
За даними тринадцятого тому Географічного словника Королівства Польського, що побачив світ 1893 року, село налічувало 61 будинок, 440 мешканців.
Війтовина входила до Сатанівського ключа володінь і розділяла з ним долю щодо власності. Останньою власницею села була графиня Климентина Тишкевич (1856—1921), до шлюбу Потоцька, яка 4 вересня 1878 року у Львові одружилася з графом Яном Тишкевичем (1851—1901). Сатанівський ключ дістався їй як посаг.
1945 року село Війтовина перейменовано на село Кам'янка .

## Населення
Населення становить 567 осіб.

### Мова
Розподіл населення за рідною мовою за даними перепису 2001 року:
| Мова       | Відсоток |
| ---------- | -------- |
| українська | 97,88 %  |
| російська  | 2,12 %   |

## Охорона природи
Село лежить у межах національного природного парку «Подільські Товтри».

## Постаті
- Рожик Павло Леонідович (1997—2023) — старший солдат збройних сил України, учасник російсько-української війни.